# 遠野町 (岩手県)
遠野町（とおのまち）は、岩手県上閉伊郡に存在していた町である。現在の遠野市遠野町および同町の内側に所在する住居表示実施区域にあたる。なお、遠野市は1954年（昭和29年）12月1日に新設合併によって発足したもので、本町とは別の自治体である。

## 地理
- 山：物見山、小物見山
- 河川：早瀬川

## 歴史
- 1889年（明治22年）4月1日 - 町村制の施行により、横田村が単独で町制施行して西閉伊郡遠野町が発足。
- 1897年（明治30年）4月1日 - 郡制の施行により、西閉伊郡と南閉伊郡の区域をもって上閉伊郡が発足[1]。上閉伊郡遠野町となる。
- 1954年（昭和29年）12月1日 - 青笹村・綾織村・小友村・上郷村・附馬牛村・土淵村・松崎村と合併して遠野市が発足。

## 交通

### 鉄道
- 日本国有鉄道（国鉄）
  - 釜石線：遠野駅

### 道路
- 釜石街道（現・国道283号）